# فرانثيسكو خافيير غوميث نويا
فرانثيسكو خافيير غوميث نويا (بالإسبانية: Francisco Javier Gómez Noya، ولد في 25 مارس 1983، بازل، سويسرا) رياضي ترياثلون إسباني.
حصل على الميدالية الفضية في دورة الألعاب الأولمبية الصيفية 2012 في لندن، كما فاز ببطولة العالم للترايثلون عام 2008 و2010، وببطولة العالم للترايثلون الرملي عام 2012، وببطولة أوروبا للترايثلون عام 2007 و2009 و2012.

## معرض صور

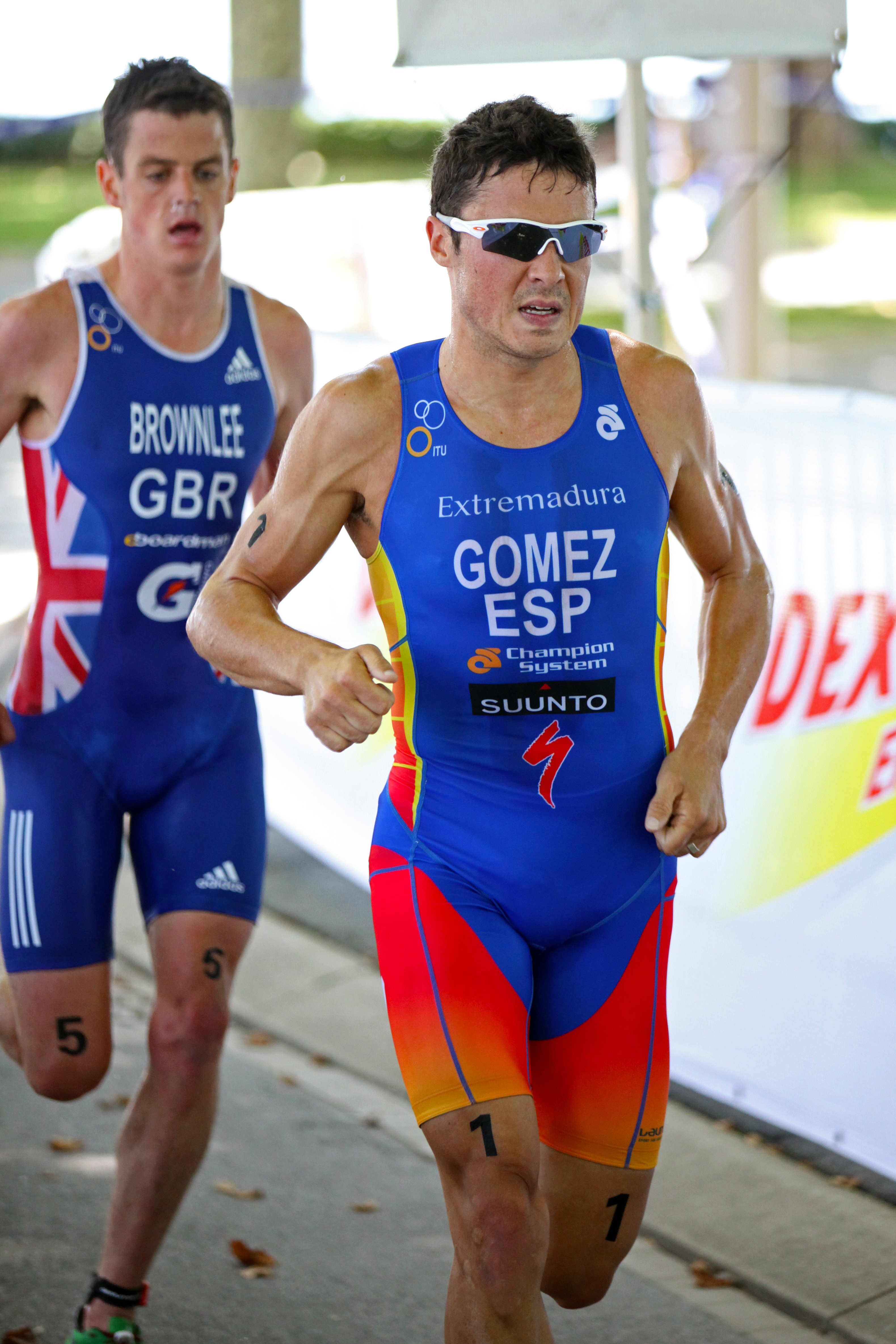
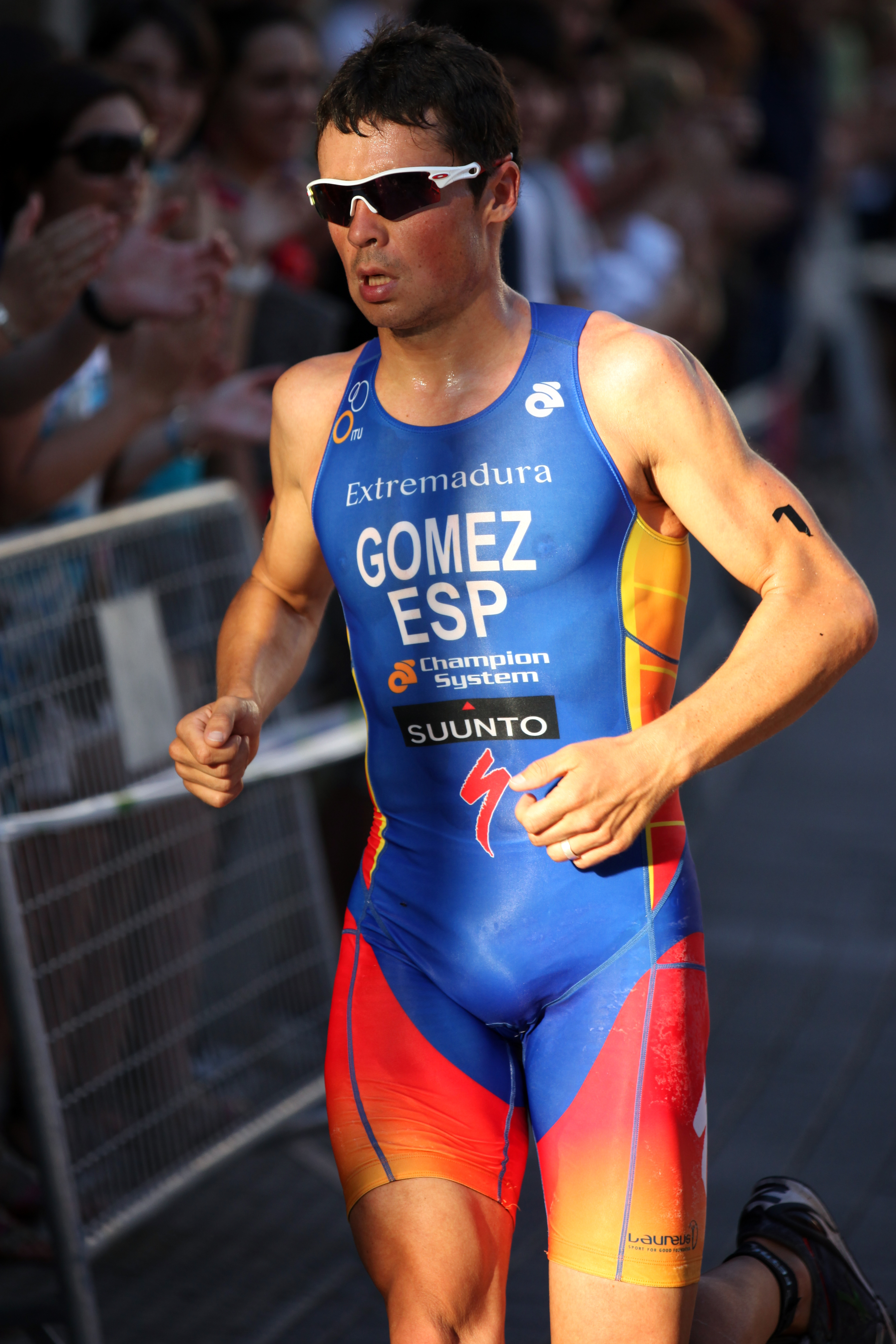
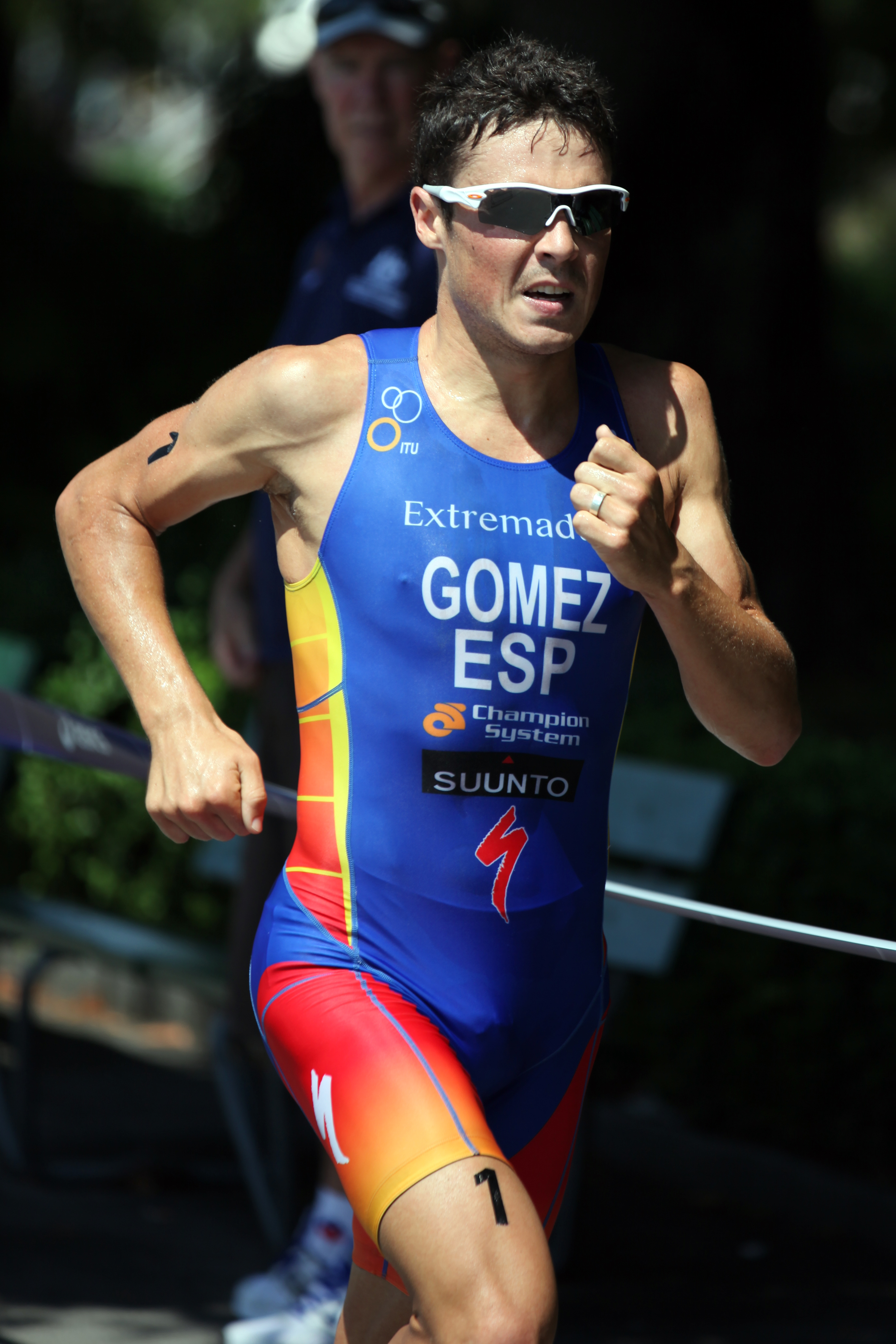
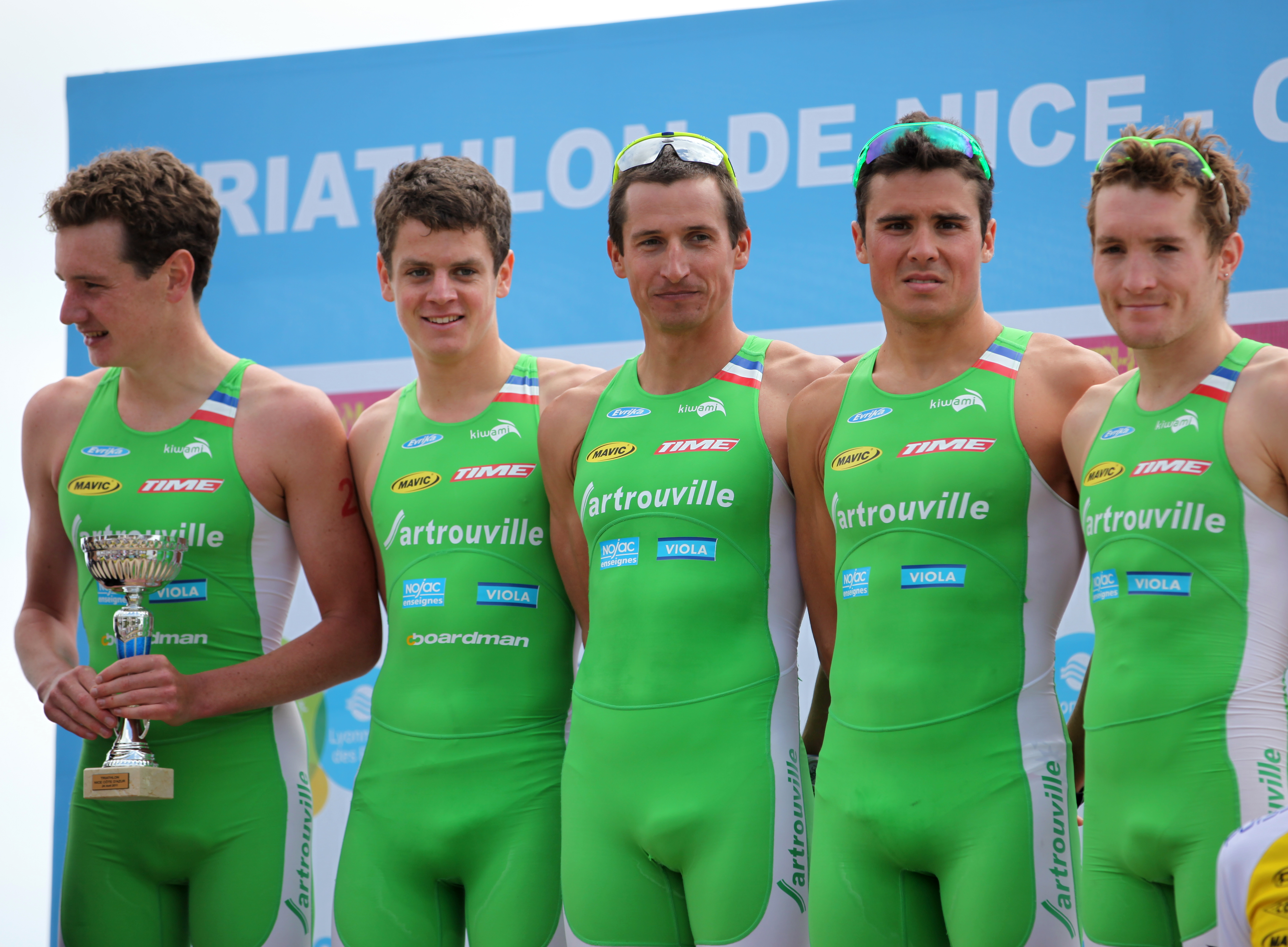

## إنجازاته

### الألعاب الأولمبية الصيفية
- 2012 لندن  المملكة المتحدة:  ميدالية فضية في سباق الترايثلون.

### بطولة العالم للترايثلون
- 2007 هامبورغ  ألمانيا:  ميدالية فضية في سباق الترايثلون.
- 2008 فانكوفر  كندا:  ميدالية ذهبية في سباق الترايثلون.
- 2009 غولد كوست  أستراليا:  ميدالية فضية في سباق الترايثلون.
- 2010 بودابست  المجر:  ميدالية ذهبية في سباق الترايثلون.
- 2011 بكين  الصين:  ميدالية برونزية في سباق الترايثلون.
- 2012 أوكلاند  نيوزيلندا:  ميدالية فضية في سباق الترايثلون.

### بطولة العالم للترايثلون السريع
- 2011 لوزان  سويسرا:  ميدالية فضية في سباق الترياثلون السريع (Sprint Triathlon).
- 2012 ستوكهولم  السويد:  ميدالية فضية في سباق الترياثلون السريع (Sprint Triathlon).

### بطولة العالم للترايثلون الرملي
- 2012 جزيرة ماوي  الولايات المتحدة:  ميدالية ذهبية في بطولة العالم للترايثلون الرملي (XTERRA Triathlon).

### بطولة أوروبا للترايثلون
- 2007 كوبنهاغن  الدنمارك:  ميدالية ذهبية في سباق الترايثلون.
- 2009 هولتين  هولندا:  ميدالية ذهبية في سباق الترايثلون.
- 2010 أثلون  جمهورية أيرلندا:  ميدالية فضية في سباق الترايثلون.
- 2012 إيلات  إسرائيل:  ميدالية ذهبية في سباق الترايثلون.

## روابط خارجية
- فرانثيسكو خافيير غوميث نويا على موقع اتحاد الترياتلون الدولي (الإنجليزية)
- فرانثيسكو خافيير غوميث نويا على موقع IAT Triathlon Database (الإنجليزية)
- فرانثيسكو خافيير غوميث نويا على موقع اللجنة الأولمبية الدولية (الإنجليزية)
- فرانثيسكو خافيير غوميث نويا على موقع أوليمبيديا (الإنجليزية)
- فرانثيسكو خافيير غوميث نويا على موقع اللجنة الأولمبية الإسبانية (الإسبانية)